# Dendropsophus studerae
Dendropsophus studerae là một loài ếch thuộc họ Nhái bén.
Đây là loài đặc hữu của Quebrangulo, in the State của Alagoas, Brasil.
Môi trường sống tự nhiên của chúng là đồng cỏ nhiệt đới hoặc cận nhiệt đới vùng ngập nước hoặc lụt theo mùa, đầm lầy, hồ nước ngọt có nước theo mùa, và đầm nước ngọt có nước theo mùa. Dendropsophus studerae have not been observed below 600m above sea level.